# زحف الخصائص
زحف الخصائص هو مصطلح يطلق على البرامج التي تحتوي الكثير من الخصائص التي لم تكن متوفرة مسبقا ً فيه أو ضمن خطة تطويره، وذلك لزيادة الطلب من المستخدمين للبرنامج أو أن يقوم المطورون بإضافة هذه الخصائص لرؤيتهم أنها ضرورية للبرنامج.